# Marieke van Doorn
Marieke Birgitta van Doorn (* 15. Juni 1960 in Rotterdam) ist eine ehemalige niederländische Hockeyspielerin. Sie gewann mit der niederländischen Nationalmannschaft die olympische Goldmedaille 1984 und die Bronzemedaille 1988.

## Sportliche Karriere
Marieke van Doorn nahm 1983 an der Weltmeisterschaft in Kuala Lumpur teil. Die Niederländerinnen gewannen ihre Vorrundengruppe und bezwangen im Halbfinale das deutsche Team mit 2:0. Im Finale besiegten die Niederländerinnen die Kanadierinnen mit 4:2. Im Frühjahr 1984 gehörte Marieke van Doorn zum Kader der siegreichen niederländischen Mannschaft bei der Europameisterschaft in Lille. Im Sommer 1984 wirkte Marieke van Doorn in allen fünf Spielen bei den Olympischen Spielen in Los Angeles mit. Mit vier Siegen und einem Unentschieden gewannen die Niederländerinnen die Goldmedaille.
1986 waren die Niederlande gastgebende Nation bei der Weltmeisterschaft in Amstelveen. Die Niederländerinnen gewannen ihre Vorrundengruppe trotz einer Niederlage gegen das kanadische Team. Nach einem 3:1-Halbfinalsieg gegen die Neuseeländerinnen trafen die Niederlande im Finale auf die deutsche Mannschaft und gewannen den Titel mit einem 3.0-Sieg. Bei den Olympischen Spielen 1988 in Seoul unterlagen die Niederländerinnen im Halbfinale den Australierinnen mit 2:3. Im Spiel um Bronze bezwangen sie die britische Olympiaauswahl mit 3:1.
Insgesamt wirkte Marieke van Doorn von 1980 bis 1988 in 95 Länderspielen mit. Marieke van Doorn war mehrfach niederländische Meisterin mit dem HGC Wassenaar aus Den Haag. Nach ihrer sportlichen Karriere arbeitete sie als Ärztin und Hockeytrainerin.